# Olga Aróseva
Olga Aleksándrovna Aróseva (en ruso: О́льга Алекса́ндровна Аро́сева; Moscú, 21 de diciembre de 1925-óblast de Moscú, 13 de octubre de 2013) fue una actriz rusa nacida durante la Unión Soviética y cuya carrera abarcó 65 años (entre 1946 y 2013).
Es conocida por su trabajo en el teatro y actriz de doblaje en series animadas.